# Krásnohorské Podhradie
Krásnohorské Podhradie (maďarsky Krásznahorkaváralja) je obec na Slovensku v okrese Rožňava. V obci žije přibližně 2 800 obyvatel. První písemná zmínka o obci pochází z roku 1322.

## Dějiny
Majitelem hradu Krásna Hôrka a obce Krásnohorské Podhradie byl ve středověku rod Bebeků, později Pálffyů a do začátku 20. století hrabě Dionýz Andrássy s manželkou Franciskou. Jako jeden z prvních uděloval sociální důchody přestárlým obyvatelům a vdovám. Obec byla v důsledku první vídeňské arbitráže v letech 1938 až 1945 součástí Maďarska. Hradní majetek byl po druhé světové válce zestátněn.

## Kultura a zajímavosti

### Chráněné stromy
- Duby v Krásnohorském Podhradí

### Stavby
- Římskokatolický kostel Všech svatých pochází zřejmě ze začátku 14. století.
- Mauzoleum Andrássyovců (Krásnohorské Podhradie), které stojí na okraji obce, je secesní památka z přelomu 19. a 20. století; mauzoleum dal postavit hrabě Dionýz Andrássy pro svou milovanou manželku Františku Hablawcovou.